# مهراب

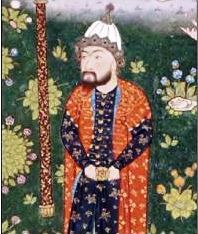

مهراب أو محراب(معناه الشمس) من أهم الشخصيات الشاهنامة وذكر اسمه في الأساطير الإيرانية الدينية والتاريخية. وكان مهراب من نسل الضحاك وكان يحكم مهراب في كابل والهند. كان مهراب عربي‌الأصل وكان يعبد التماثيل والأصنام. عندما تزوج زال بن سام من رودابة بنته من سيندخت(تسمي المخدرة العربية)، آمن مهراب بالله وآمن معه الكابليون والعرب جميعاً.ان مهراب كان خال رستم لأن ابنته هي ام رستم، والعرب أخوال رستم بطل الأبطال في الشاهنامة.